# Kasteel de Lovie
Het kasteel De Lovie bevindt zich in het West-Vlaamse Poperinge. Het werd gebouwd in 1856 door de Kortrijkse architect Pierre Nicolas Croquison in opdracht van Jules van Merris (1831-1899) uit Poperinge. Het bezit werd in 1912 verkocht aan Joseph de Brouchoven de Bergeyck (1874-1922). Op 1 juni 1917 vestigde generaal Hubert Gough hier het hoofdkwartier van het Britse Vijfde Leger, en van hieruit voerde hij van juli - november 1917 het commando over de Derde Slag om Ieper (de slag bij Passchendaele). In 1929 werd het doorverkocht aan de provincie West-Vlaanderen en kwam het tot 1960 in gebruik als zetel van Sanatorium Sint-Idesbald. Later werd het kasteel eigendom van het De Lovie Centrum voor begeleiding van personen met een verstandelijke handicap vzw. Rond de Lovie liggen de Sixtusbossen.